# Parafia św. Stanisława Kostki w Wojnówce
Parafia pw. Świętego Stanisława Kostki w Wojnówce – parafia rzymskokatolicka należąca do dekanatu mławskiego zachodniego, diecezji płockiej, metropolii warszawskiej. Poprzednio należała do dekanatu mławskiego, diecezji płockiej, metropolii warszawskiej. 